# Nicolai Herlofson
Nicolai Herlofson (* 25. August 1916 in Oslo; † 14. März 2004 in Stockholm) war ein norwegischer Forscher im Bereich Geophysik.
Herlofson war ein Enkel des Bankiers und Reeders Axel Nicolai Herlofson. In den 1940er Jahren arbeitete er eng mit dem späteren Nobelpreisträger Hannes Alfvén zusammen. Herlofson arbeitete ab 1951 am Royal Institute of Technology in Stockholm und war später dort auch Professor. Herlofson war ab 1958 Generalsekretär des Internationalen Wissenschaftsrates.